# Jakub Przybyszewski
Jakub Przybyszewski herbu Grzymała – pisarz krzemieniecki w latach 1765–1773, pisarz grodzki krzemieniecki w 1764 roku.
Sędzia kapturowy powiatu krzemienieckiego w 1764 roku.